# C.R.W. ネヴィンソン

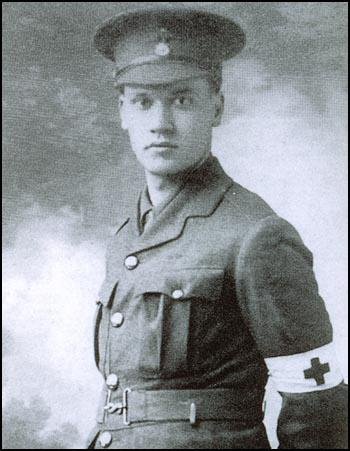
クリストファー・リチャード・ウィン・ネヴィンソン

クリストファー・リチャード・ウィン・ネヴィンソン（Christopher Richard Wynne Nevinson, 1889年8月13日 - 1946年10月7日）は、英国の画家である。人物画、風景画を描いた。銅版画家、石版画家としても活動した。第一次世界大戦の際に戦争画を描いたアーティストとして最も有名な中の1人。
しばしばC.R.W. ネヴィンソンと呼ばれることがある。
ネヴィンソンはヘンリー・トンクスの下のスレード美術学校で、スタンリー・スペンサーやマーク・ガートラーと一緒に学び、スレード美術学校を卒業後、パーシー・ウインダム・ルイスと美術団体「Rebel Art Centre」を作り活動したが、イタリアの未来派のリーダーフィリッポ・トンマーゾ・マリネッティとの未来派宣言を発表したためにルイスと不和になり、「Rebel Art Centre」は短命に終わった。ルイスはすぐにネヴィンソンが除外して、前衛的な美術家集団、渦巻き派（ヴォーティシズム）を設立した。
第一次世界大戦の勃発後、ネヴィンソンは友人の設立した、負傷した傷ついたフランスと英国の兵士を救援する仕事に深く関わった。彼は病気のため英国への彼の復帰を余儀なくされる前の短い期間に、ボランティアの救急車の運転手としても働いた。その後、ネヴィンソンは、陸軍陸軍隊員とのホーム・サービスに志願した。彼はこれらの経験を、未来主義の機械的美学とキュービズムの影響を大いに活用した一連の強力な絵画の主題として使用した。仲間のアーティストウォルター・シッカートは、ネヴィンソンの絵画『ミトラィユーズ(機関銃)』について、「おそらく、絵画史における戦争画の中で、最も権威ある権威ある作品として残るであろう」と語った。1917年、ネヴィンソンは公式の戦争芸術家に任命され、彼はもはや現代戦争の恐怖を説明するのに適切なモダニズムスタイルを見つけることはなく、ますます現実的な方法で描いている。ショートの訪問に基づいてネヴィンソンの後に第一次世界大戦絵画、西部戦線では、彼のイギリスで働いて最も有名な若手アーティストの一人にするために役立っていたものを、以前の作品と同様の強力な効果を欠いていた。
戦争が終わった直後に、ネヴィンソンはアメリカに渡り、そこではニューヨークの数々の強力なイメージを描いた。しかし、彼は戦争経験に関して誇りながらも誇張された主張を行ったために、自身の抑うつ的で気まぐれな性格もあいまって、米国と英国の両方で多くの敵を作り出すこととなった。1920年、批評家のC・ルイス・ハインドはネヴィンソンに関して「31歳の時に、最も議論され、最も成功し、最も有望で、最も賞賛され、最も憎まれたイギリスのアーティストの一人であることが何かである」と書いた。しかしながら、彼の戦後のキャリアは、あまり際立ったものではなかった。ネヴィンソンの1937年の回顧録「ペイントと偏見」は、活発で色彩豊かではあるが、部分的に不正確で、矛盾し、誤解を招くものであった。

## 経歴

### 初期の経歴
ロンドンのハムステッドに生まれた。父親は従軍記者のリチャード・ネヴィンソンで、母親は女性の参政権取得運動の活動家、著述家のマーガレット・ネヴィンソンで、2人の子供のうち唯一の男子であった。パブリックスクールのシュルーズベリー校やアピンガム校で教育を受けるが、そのような教育を好まず、セント・ジョンズ・ウッド美術学校に移った。有名な肖像画家、オーガスタス・ジョンの作品に感銘を受けて、ジョンが学んだ、スレード美術学校に入学することに決めた。当時スレード美術学校では、マーク・ガートラー、スタンレー・スペンサー、ポール・ナッシュ、M.G.ライトフッド、エィドリアン・アリンソン、ドーラ・キャリントンらが学んでいた。ガートラーとネヴィンソンは親しくなり、「新原初主義」(Neo-Primitives)というグループを作ったが、2人はドーラ・キャリントンを巡る恋愛事件で関係が壊れた。また絵画クラスの教授のヘンリー・トンクスからは才能を認められず、画家になろうとするのを止めるように助言を受け、ネヴィンソンは生涯にわたって、トンクスからいろいろな嫌がらせを受けていると感じることになった。
スレード美術学校を卒業した後、パリに渡りアカデミー・ジュリアンで1912年から1913年の間学んだ。またパリで活動するロシア人グループ(Cercle Russe)に加わった。ウラジーミル・レーニンやパブロ・ピカソと出会い、アメデオ・モディリアーニとスタジオを共用した。「キュービズム」を学び、イタリアの「未来派」の評論家のマリネッティやジーノ・セヴェリーニとも知り合った。
ロンドンに戻ると、前衛芸術家のパーシー・ウインダム・ルイスと友人になり、ルイスが、エドワード・ワズワースとエズラ・パウンドらと美術団体「Rebel Art Centre」を設立した時、ネヴィンソンも参加した。ロイヤル・アカデミー・オブ・アーツとは別に展覧会を開くために1913年に結成された「ロンドン・グループ」の創立メンバーにもなった。1914年6月に、「Vital English Art」と称した、イギリスにおける「未来派」の宣言をマリネッティと発表した。宣言では、ロンドンの美術状況における、「後ろ向きの汚物」("passéiste filth")を非難し、「未来派」が近代、機械時代を表現する唯一の方法であると主張し、イギリス美術の前衛に立つことを宣言した。
この宣言の中で、ネヴィンソンが「Rebel Art Centre」の名前をパーシー・ウインダム・ルイスやメンバーに無断で使ったことにルイスは腹を立て、ネヴィンソンを排除して新しい前衛美術グループ、「Vorticists」を立ち上げ、「Rebel Art Centre」は短命に終わった。

### 第一次世界大戦

#### 負傷兵医療への従事

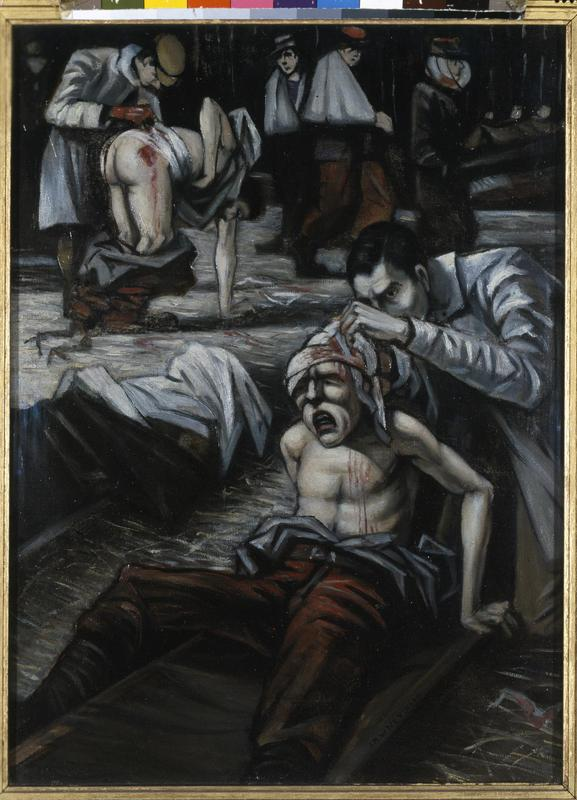
「Doctor」(1916)

第一次世界大戦が始まると、ネヴィンソンはネヴィンソンの父親が設立に貢献したクウェーカー教徒の自主参加救急隊、FAU(The Friends Ambulance Unit)に参加した。1914年11月から9週間、フランスでFAUとイギリスの赤十字で働き、ダンケルクの駅の使われなくなった荷物小屋に作られた「畜殺場」と呼ばれた救急施設で働いた。「畜殺場」には前線から送られてきた、3000人の重症のフランス兵が収容されていた。負傷兵たちは、汚れた藁の上に数週間の間、食事も与えられず放置されて死んでいった。ネヴィンソンは、父親や他のボランティアとともに、傷を整え、倉庫の清掃と消毒を手伝って、居住可能にした。ネヴィンソンは後年、「畜殺場」での彼の経験を「Doctor」と「La Patrie」という 2つの絵画に描いた。フランス当局が状況を掌握し始めたので、ネヴィンソンは救急車運転手を務めるようになった。ネヴィンソンは救急車の運転手として、広報資料では、この時期の多く行ったことになっていたが、彼の健康状態が悪いため車両を操縦する力が足りなかったため、1週間だけしかその仕事をしなかった。1915年1月には、リウマチが悪化し、さらなる仕事ができなくなってイギリスに戻った。
ネヴィンソンはロンドン・グループが1915年3月に開催した2度目の展覧会に4枚の絵画を出展した。ネヴィンソンの未来派絵画「塹壕に戻って」（”Returning to the Trenches”）とジェイコブ・エプスタインによる彫刻作品「ロックドリル」は、展覧会のレビューの中で最も注目を集め、最大の賞賛を受けた。彼の父が海外に追放されないことの保証を受けた後、ネヴィンソンは二等兵として王立陸軍医療軍団に入隊しワンズワース区の第三ロンドン総合病院（The third London General Hospital）で働いて1915年の残りを過ごした。その名前にもかかわらず、第三ロンドン総合病院はシェル・ショックと重度の顔面傷害の両方の治療のための専門センターであった。ネヴィンソンは道路の建設と新しい病棟の整備を支援する労働に従事した。時々彼はチャリング・クロスに送られて、フランスから到着した病院の列車に会い、荷物を降ろし、しばらくの間、精神病患者の病棟で働いた。ネビソンは1915年11月1日にハムステッドタウンホールでキャスリーン・ノウルマンと結婚し、1週間の新婚旅行の後、彼はRAMC（Royal Army Medical Corps：王立陸軍医療軍団）に復帰したが、急性リウマチ熱で1916年1月に本国に後送された。

#### 1916年

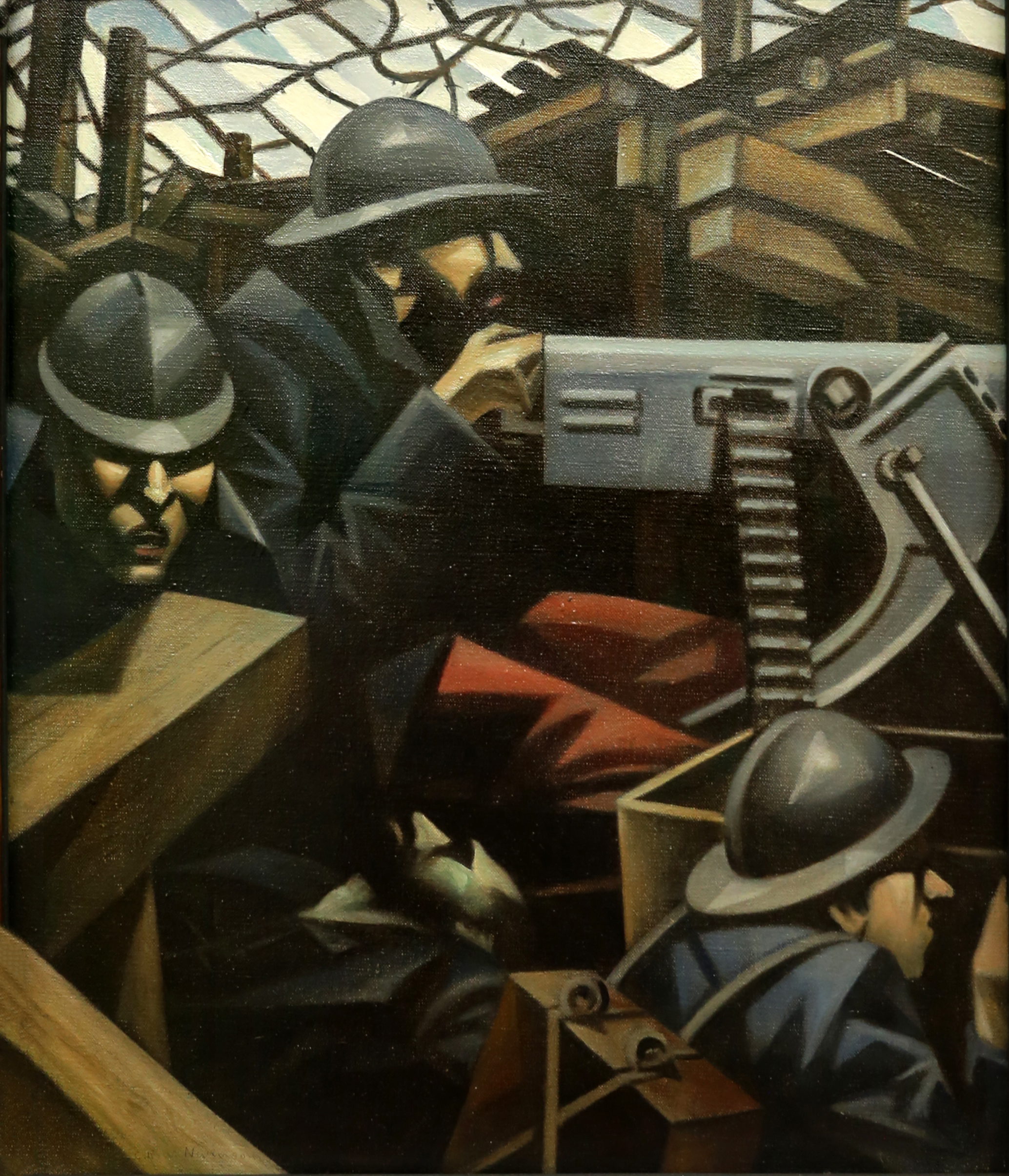
『ミトラィユーズ(機関銃)』

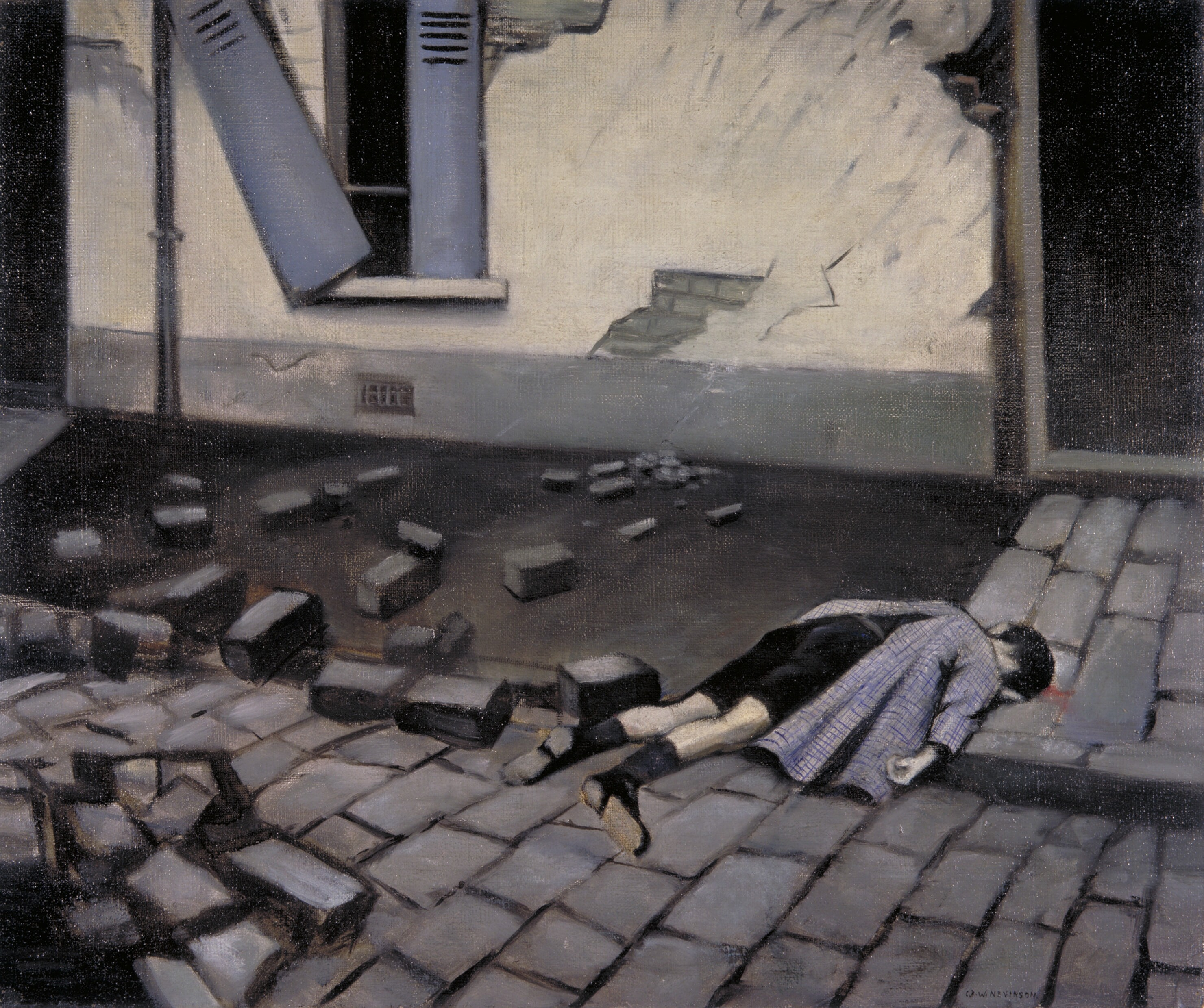
『タウベ』

ネヴィンソンは、フランスとロンドン総合病院での経験を主題として、FuturistとCubistのテクニックを使用し、一連の強力な絵画を作り上げた。1916年3月、彼はグラフトン美術館で開かれたアライド・アーツ・アソシエーションに絵画『ミトラィユーズ(機関銃)』を出展し、作家ウォルター・シッカート（Walter Sickert）によって、「『ミトラィユーズ』はおそらく、絵画史における戦争画の中で最も権威ある作品として残るであろう」と評された。
『ミトラィユーズ』の評判によって、Leicester Galleriesでネヴィンソンの個展が1916年10月に開かれた。個展は重要かつ人気のある成功であり、作品はすべて売れた。マイケル・サドラーは、3枚の絵画を買った。アーノルド・ベネットは「ラ・ペトリー」を買った。アルフレッド・M. モンドは、ドイツの軍用機タウベから投下された爆弾によってダンケルクで殺された1人の子どもの姿を描いた作品『タウベ』を買った。何人かの有名な作家や政治家が展示会を訪れ、展覧会は広く報道され、ネヴィンソンはちょっとした有名人になった。

#### 公式戦争芸術家

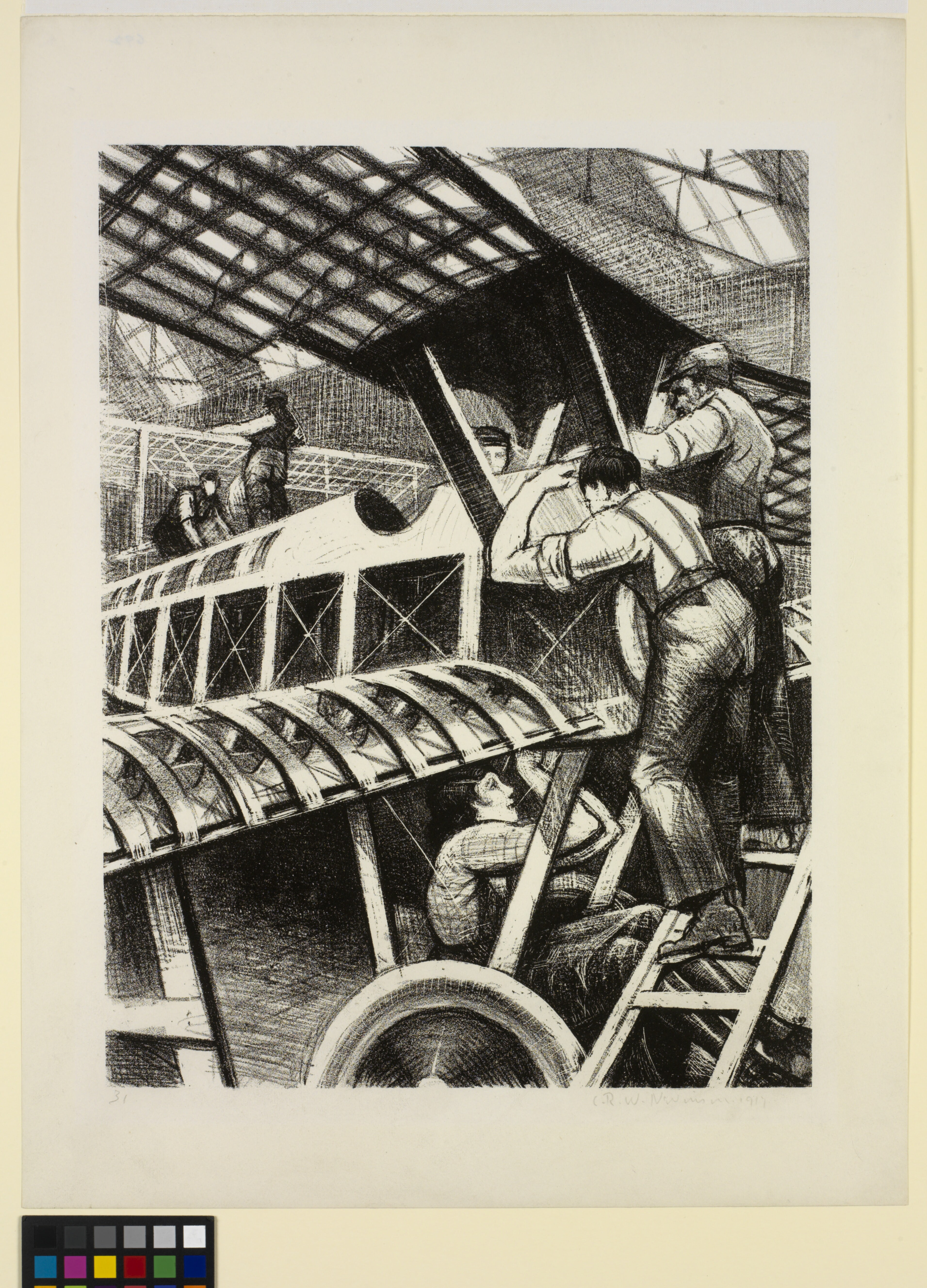
「Britain's Efforts and Ideals」航空機の生産を描いた版画作品

1917年4月、イギリス戦争記録委員会のメンバーで画家のミュアヘッド・ボーンと父親の尽力もあって、イギリス情報局から公式戦争画家に任命された。1917年7月5日から8月4日まで従軍記者の制服を着て、西部戦線を訪れた。この時期はパッシェンデールの戦いが始まった時期である。ネヴィンソンは他の観戦者とカーンの南のアルクール城に配置された。ネヴィンソンはアラスの第4歩兵師団を訪ね、そこから戦線を広く訪れ、観測基地や砲台も訪れた。対空砲火の中、飛行したイギリス空軍の航空機に同乗した。ソンムでは、観測気球に乗って一夜を過ごした。最前線に向かう途中、敵の砲火のため1時間も動けない状態になったこともあった。ソンムの戦いの戦われた、イーペルの要塞を無許可で訪れ、戒告を受け、無謀な行動をすることが評判になった。
1917年8月にロンドンに戻った後、戦時宣伝省のための航空機生産に関する6点の版画作品、「Britain's Efforts and Ideals」を仕上げ、ハムステッドのスタジオで前線で描いたスケッチを元に、7ヶ月にわたって作品を描いた。
フロントから完成品に 情報局の関係者の多くがスタジオを訪れ、すぐにこれらの新しい作品について不平を言った。[18]ネヴィンソンは現在、英雄的な性格を示す人々として、あるいは戦争の犠牲者として、個人に焦点を当てていました。彼は限られたカラーパレットを使って、時には泥茶色かカーキのみを使って現実的な方法で絵を描きました。彼の1916年の展覧会では、ネヴィンソンは現実的な作品とキュービズムと未来の技術を使った作品の両方を展示していましたが、1918年の展覧会ではすべての作品が現実的なスタイルと構成でした。[5]
情報芸術顧問は、これらの新しい作品を鈍いと考えただけでなく、戦争の検閲官も3つの絵画に反対しました。ネヴィンソンはArrasからBapaumeへの道を描くことでトラフィックの方向を逆転させるのはかなり嬉しかったが、他の2枚の絵を妥協する準備はできていなかった。検察官は、「表現された男のタイプは英国軍にふさわしくない」という理由で、兵士グループに反対した。ネヴィンソンの反応の皮肉とビビロールの中で、彼は絵の中の兵士たちが、ロンドン地下で遭遇したフロントからの退去時のグループ家からスケッチされたという点を立証した。キャンバスは最終的に展示のために渡されました。[3]それほど栄光の道、Nevinsonの泥や有刺鉄線の畑で2人の倒れた英国兵を描く。1918年の初めに、絵画は展覧会のために渡されないと語ったネヴィンソンは、その上に紙の茶色の帯を表示することを主張しました。これはネヴィンソンを絵画を表示するだけでなく、認可なしで「検閲」という言葉を使って叱責しました。[19] [20] [21]

### 慰霊館の絵画の依頼

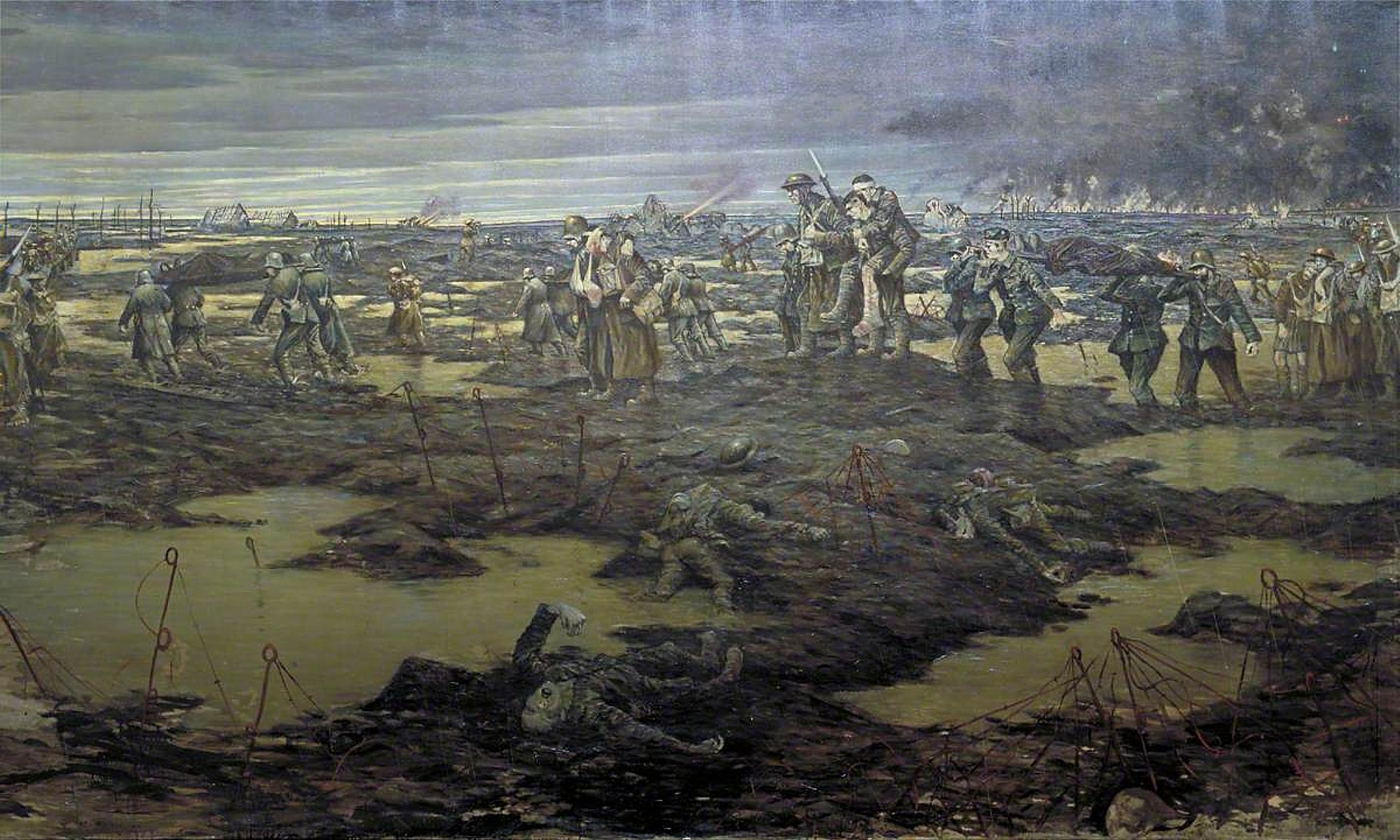
”The Harvest of Battle”

1918年に交渉の後、ネヴィンソンは設置が提案された慰霊館のための大作となる絵画の依頼を戦争記録委員会(British War Memorials Committee)から受けた。結局、慰霊館は建てられることはなかったが、この依頼のために、軍は名誉中尉の階級を与えることを提案したが、戦闘に参加することになる可能性を恐れてネヴィンソンは辞退した。この作品のために前線への取材が手配されたが、行動の制約を受けたことで当局に不平を申し立てた。
前線で負傷者の移動の隊列や、早朝から道を整備する捕虜たちの姿などをスケッチし、これがネヴィンソンの描いた最も大きなサイズの戦場を描いた作品「The Harvest of Battle」のもとになった。この作品は1919年2月に完成し、4月にネヴィンソンのスタジオに評論家や報道人を招いて公開した。「デイリー・エクスプレス」などは好意的な批評を掲載したが、あまりに悲惨で一般に公開されるべきでないという評価もあった。12月に帝国戦争博物館が主催した戦争画展覧会に出展されたが、この作品がメインの会場でなく、副展示室に展示されたのを知って、ネヴィンソンは激怒し、主催者に抗議する行動をとった。それは、展覧会を運営した、戦争画家のボーン(Muirhead Bone)との友情を壊し、帝国戦争博物館がネヴィンソンの作品を展示することを望まない結果を招くことになった。

### 戦後のキャリア
第一次世界大戦後は、1919年にプラハで開かれたチェコスロバキア共和国の独立1周年の祭典に、音楽家のエドワード・エルガー、作家のH・G・ウェルズとともに、イギリス文化人の代表として参加した。1919年5月には初めてニューヨークを訪れ、1月ほど滞在し、第一次世界大戦を描いた版画をFrederick Keppel & Coの画廊で展示し大きな評判を得たが、1920年に開いた第2回の展覧会の反響は低くなってしまった。このことがニューヨークに失望し、ニューヨークを描いた作品のタイトルを「New York-an abstraction」から「The Soul of the Soulless City」（「魂のない街の魂」）に変えた。1919年5月にネヴィンソンが滞米中に子供が生まれたが、ネヴィンソンはイギリスに戻る前に、亡くなってしまった。
第一次世界大戦での自分の功績への過度の矜持と、陰鬱で怒りっぽい性格はアメリカでもイギリスでも多くの敵を作った。ケンブリッジ大学の卒業生からなる左派評論家のグループ「ブルームズベリー・グループ」の画家、評論家のロジャー・フライは辛らつな批評をした。イギリスの評論家、C.L.ハインドによって、1920年のネヴィンソンの作品展の批評で「31歳で、最も議論され、成功し、将来有望で、尊敬され、最も嫌われているイギリスの画家」('It is something, at the age of thirty one, to be among the most discussed, most successful, most promising, most admired and most hated British artists.')と評された。
1920年9月には、ネヴィンソンは女優ヴィオラ・ツリーによるサマセット・モームの『The Unknown』の公演のポスターをデザインし十字架の周りに爆弾が爆発するデザインをした。このイメージは攻撃的であるとみなされ、ロンドン地下鉄に表示されることが禁止された。ネヴィンソンは報道陣の多くの取材を受けながら、ポスターを劇場の外に配布した。
1930年代を通して、ネヴィンソンは、ロンドン、パリ、ニューヨークで多くの都市景観を描き、一般的に好評を博した。これらの中で最も有名なものは、1937年の作品「The Strand by Nigh」である。戦後の作品は、一般的に、より自然主義的なスタイルの風景を含んでいた。1932年と1933年の大作、『20世紀』(he Twentieth Century)は未来派のスタイルでファシズムとナチズムを攻撃した。彼はまた、彼の第一次世界大戦中の絵画より劣っているとされている歴史的寓意の大作を制作した。ナショナル・ギャラリーの館長、ケネス・クラーク（Kenneth Clark）は、これらの作品についていくつかのコメントを出したのに対して、ネヴィンソンはクラークを批判した。 ネヴィンソンは、1938年に陸軍勲章を授与され、1939年に王立アカデミー准教授に就任した。

### 第二次世界大戦

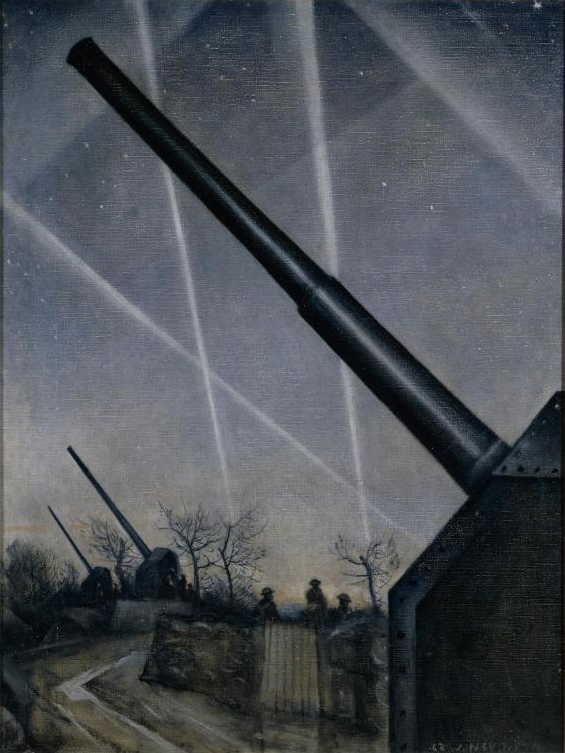
「Anti-aircraft Defences (対空防御)」

第二次世界大戦がはじまると、イギリス政府は、戦争芸術家諮問委員会(War Artists' Advisory Committee:略称:WAAC)を作り、委員長にはケネス・クラークを任命した。ネヴィンソンとクラークの間にはお互い反発があったが、委員会から作品の依頼のないことはネヴィンソンを失望させた。1940年に3点の作品を描き、委員会に提出したが採用されなかった。ロンドン大空襲の間、ネヴィンソンのスタジオも自宅も爆撃で被害を受けたが、ネヴィンソンは負傷者搬送に尽力した。委員会は後に「Anti-aircraft Defences (対空防御)」と「The Fire of London, December 29th – An Historic Record.」という2点のネヴィンソンの作品を買い上げた。
イギリス空軍から1842年にディエップの戦いに備える区軍兵士たちを描くように依頼を受け、空中戦を描くために空軍機への同乗も許可された。完成された「The Battlefields of Britain」という絵はウィンストン・チャーチルに贈られ、首相官邸に飾られた。その少し後に脳卒中で、右手が麻痺し、言葉が不自由になった。1846年のロイヤル・アカデミーの展覧会に左手で描いた3点の作品を出展し、夫人の助けを借りて車椅子で展覧会に出展したが、その数ヵ月後、57歳で没した。

## 画集
- 1918 Nevinson, C.R.W. and Flitch, J.E. Crawford, The Great War: Fourth Year. London. Grant Richards Limited.
- 1917 Nevinson, C.R.W. and Konody, Paul G., Modern War Paintings. London. Grant Richards Limited.
- 1938 Nevinson, C.R.W., Paint and Prejudice. New York. Harcourt Brace and Company.